# Christiane Torloni
Christiane Maria dos Santos Torloni (São Paulo, 18 de febrero de 1957) es una actriz brasileña. 

## Filmografía
Su primera aparición en la TV se dio en la cadena brasileña Rede Globo. Entre los varios papeles que ha interpretado en su carrera, destacan el de Jô Penteado en A Gata Comeu (1985) y el de Fernanda en Selva de Piedra. En 1981, Torloni interpretó el papel de Helena, en la telenovela Mujeres apasionadas,[1] Christiane interpretó en esta telenovela una de las Helenas, un personaje creado por Manoel Carlos en la novela Baila Comigo. Torloni también es conocida por roles como el de Rebeca Bianchi en la novela Cuchicheos y la malvada Teresa Cristina en Fina estampa. Adicionalmente a su carrera en la televisión y el cine, Torloni ha protagonizado varias obras de teatro en su país y en 1990 fue anfitriona del reinaugurado Teatro Amazonas en Brasil.[2] Fuera de su carrera como actriz, Torloni forma parte del Movimiento Amazonia para Siempre).[3]

### Televisión
- 1969: Teatrinho Trol
- 1975: Indulto de Natal
- 1976: Duas Vidas... Juliana
- 1977: Globo de Ouro (Rede Globo, presentadora)
- 1977: Sem Lenço, sem Documento... Lívia
- 1978: Gina... Gina
- 1979: Malu Mulher... Sandra
- 1980: Planeta dos Homens
- 1980: Plantão de Polícia (episodio: «O caso Serginho»)
- 1980: Chega Mais... Cristina
- 1981: Baila Comigo... Lia Seixas Miranda
- 1981: Amizade Colorida (episodio: «Vertigem de alturas»)
- 1981: Caso Especial (episodio: «Os amores de Castro Alves»)
- 1982: Elas por Elas... Cláudia
- 1983: Louco Amor... Lúcia
- 1984: Partido Alto... Selma
- 1984: Transas e Caretas... Catarina
- 1985: A Gata Comeu... Jô (Joana Penteado)
- 1983: Programa Aplauso (Rede Globo, presentadora)
- 1986: Armação Ilimitada... Henna Zen
- 1986: Selva de Pedra... Fernanda Arruda Campos
- 1987: Corpo Santo... Simone
- 1989: Kananga do Japão... Dora
- 1990: Araponga... Magali
- 1991: O Bispo do Rosário... Rosângela Maria
- 1992: As Noivas de Copacabana... Kátia de Sá Montese
- 1994: A Viagem... Diná Toledo Dias
- 1995: Cara e Coroa... Vivi / Fernanda Santoro
- 1997: Sai de Baixo (episodio: «As mulheres preferem os loiros»)... Estefânia de Monserrat
- 1998: Mulher (episode: De braços abertos)... Sulamita
- 1998: Torre de Babel... Rafaela Katz (Neusa Maria da Silva)
- 1999: Mulher (episodio: «Anjos e demônios»)... Carmem
- 1999: Você Decide (episodio: «Profissão: Viúva»)... Luiza
- 1999: Você Decide (episodio: «Amélia que era mulher de verdade)... Amélia
- 1999: O Belo e as Feras (episodio: «Um é pouco, duas... é demais»)
- 2001: Um Anjo Caiu do Céu... Laila de Montaltino
- 2001: Os Normais (episodio: «Um pouco de cultura é normal»)... Natasha
- 2002: Os Normais (episodio: «Umas loucuras normais»)... Sheila
- 2003: Mujeres apasionadas... Helena Moraes Ribeiro Alves
- 2004: Celebridad... Ella misma
- 2005: América... Haydée Pamplona Lopes Prado
- 2007: Amazônia, de Galvez a Chico Mendes... Maria Alonso
- 2008: Dança dos Famosos (reality show : Domingão do Faustão)
- 2008: Belleza pura... Sônia Amarante / Estela Fonseca
- 2009: India, una historia de amor... Melissa Cadore
- 2010: Cuchicheos... Rebeca Bianchi
- 2011: Fina estampa... Tereza Cristina Buarque Siqueira Velmont
- 2014: Por siempre... Maria Inês
- 2016: Velho Chico... Iolanda
- 2018: O Tempo Não Para... Carmen Tercena

### Películas
- 1979: O Bom Burguês... Patrícia/Joana
- 1980: Ariella... Mercedes
- 1981: O beijo no asfalto... Selminha
- 1981: Eros, o Deus do Amor... Ana
- 1982: Rio Babilônia... Vera Moreira
- 1982: Das Tripas Coração... Oliviana
- 1984: Agüenta, Coração... Maria
- 1985: Águia na Cabeça... Rose
- 1987: Bésame mucho... Dina
- 1987: Eu... Beatriz
- 1993: Perfume de Gardênia... Adalgisa
- 1995: Cinema de Lágrimas... mãe do Raul Cortez
- 2001: Ismael e Adalgisa... Adalgisa Nery
- 2007: Onde Andará Dulce Veiga?... Layla Van
- 2012: Open Road... Gloria

## Premios y nominaciones
| Año  | Premio                   | Categoría    | Trabajo             | Resultado |
| ---- | ------------------------ | ------------ | ------------------- | --------- |
| 1994 | Trofeo Imprensa          | Mejor actriz | A Viagem            | Nominada  |
| 1995 | Premio Contigo           | Mejor actriz | Cara & Coroa        | Ganadora  |
| 1995 | Trofeo Imprensa          | Mejor actriz | Cara & Coroa        | Nominada  |
| 2001 | Trofeo APCA              | Mejor actriz | Um Anjo Caiu do Céu | Ganadora  |
| 2003 | Premio Contigo           | Mejor actriz | Mujeres apasionadas | Nominada  |
| 2003 | Premio Leão de Ouro      | Mejor actriz | Mujeres apasionadas | Nominada  |
| 2006 | Premio Contigo           | Mejor actriz | América             | Nominada  |
| 2008 | Trofeo Super Cap de Ouro | Mejor actriz | Belleza pura        | Ganadora  |